# Clarisse Machanguana
Clarisse Machanguana (sinh ngày 4 tháng 10 năm 1976) là một cầu thủ bóng rổ nữ chuyên nghiệp đến từ Mozambique. Cô đã chơi quốc tế ở cả Hoa Kỳ (WNBA từ 1999 Hàng2002) và ở Tây Ban Nha (FC Barcelona từ 2003). Cô cũng đại diện cho Mozambique tại Đại hội Thể thao Lusophony 2006 ở Macau, Trung Quốc.

## Thống kê của Đại học Old Dominion
Nguồn 
| Năm         | Đội                 | GP | Điểm | FG%   | FT%   | RPG | APG | BPG | PPG  |
| 1994-95     | Đại học cũ Dominion | 33 | 550  | 60,5% | 59,3% | 8,8 | 1.8 | 0,8 | 16,7 |
| 1995-96     | Đại học cũ Dominion | 32 | 585  | 62,7% | 71,4% | 6,5 | 1,5 | 0,8 | 18.3 |
| 1996-97     | Đại học cũ Dominion | 34 | 678  | 63,6% | 57,3% | 7.4 | 1.9 | 1   | 19,9 |
| Nghề nghiệp | Đại học cũ Dominion | 99 | 1813 | 62,4% | 62,5% | 7.6 | 1.8 | 0,9 | 18.3 |

## Sự nghiệp WNBA
Machanguana đã được phác thảo trong vòng 2 (tổng thể thứ 16) trong Tuyển quân WNBA 1999 của Sparks Los Angeles. Cô chơi đại học tại Đại học Old Dominion. Năm 1997, Machanguana được đặt tên cho đội Final Four All Tour đấu. Với Sparks, cô đã chơi 59 trận trong 2 mùa, bắt đầu 1 và trung bình 3,1 điểm mỗi trận. Năm 2001, Machanguana chơi với Charlotte Sting, nơi cô chơi trong 30 trận, bắt đầu 8 và trung bình 5,4 điểm mỗi trận. Trong mùa giải cuối cùng của cô tại WNBA, Machanguana đã chơi với Orlando Miracle. Ở Orlando, Machanguana đã chơi trong 29 trận, bắt đầu 25 trong số đó. Cô cũng đạt trung bình 4,8 điểm mỗi trò chơi.

## Hậu WNBA
Kể từ khi rời WNBA sau mùa giải 2002, Machanguana gia nhập FC Barcelona ở Tây Ban Nha. Tại Lusophony Games 2006, cô đã dẫn dắt đội bóng rổ nữ quốc gia Mozambique giành huy chương vàng.